# Honschaft Erbach
Die 1367 erstmals urkundlich erwähnte Honschaft Erbach war vom 14. bis zum 19. Jahrhundert eine Honschaft im Landgericht Mettmann des bergischen Amtes Mettmann.
Im Zuge einer Verwaltungsreform innerhalb des Großherzogtums Berg wurde 1808 die Bürgermeisterei Wülfrath gebildet, von der die Honschaft Erbach als dorfangehörige Honschaft ein Teil wurde. Das Honschaftsgebiet gehörte infolgedessen im 19. Jahrhundert zur bergischen Bürgermeisterei Wülfrath im Kreis Elberfeld des Regierungsbezirks Düsseldorf innerhalb der preußischen Rheinprovinz.
Zu der Honschaft gehörten laut dem Schatz- und Lagerbuch des Amtes Mettmann im 17. und 18. Jahrhundert folgende Ortschaften und Wohnplätze: Hugenhauß, büschkeß, Steinhauß, Comberg, oben Kocherscheidts guth, Wilhelm Kocherscheidts guth., schwindenhauß, Gehleß, Johan Hohdahl, Frickenhauß, Wintges, Reffelrath, Loch, Johan schlingenseipen, Jacob schlingenseipen, das so genannte Uber Landt, Rütger zu Erbach, Adolff Erbach, Pasch, Ellenbeck und Conensiepen, Hinüber , Niedtheidt, Henßgesheidt, flot, brochseipen, Kaldenberg, Roßberg, Lerßenheidt, spring, Kitzenhauß, Hürth, blotzenheidt, Hencken Straß, osterdehl, Storthseypgen, Engel am seypgen, Rütger am seypgen, Kleinhauß, Gronewaldt, Metzgeshauß, Hintzenhauß, Osterporth, Stindert, Müttersgipen, Ditherich Könnig, bleck, Connertz, scheur, Metzenhauß, Eschen, scheidt.